# Daredevil's Reward
Daredevil's Reward is een Amerikaanse western uit 1928. De werktitel was Wild Cat Law en als $5,000 Reward ging deze film in première in Groot-Brittannië. Het was een van de meest succesvolle films van Tom Mix. De stomme film is verloren gegaan.

## Verhaal
Texas Ranger Tom Hardy (Tom Mix) gaat undercover om op het spoor van een bende overvallers te komen. Om dicht bij de bandieten te komen, verkleedt hij zich onder andere als een medicijnman en een ober. Onderweg ontstaan er complicaties als Tom valt voor Ena (Natalie Joyce), het nichtje van bendeleider James Powell (William Welsh). Nadat de boeven Powell hebben neergeschoten, ontvoeren ze Ena. Zij wordt net op tijd gered door Tom, vlak voordat de vluchtauto waarin ze zat in een klif zou storten.

## Rolverdeling

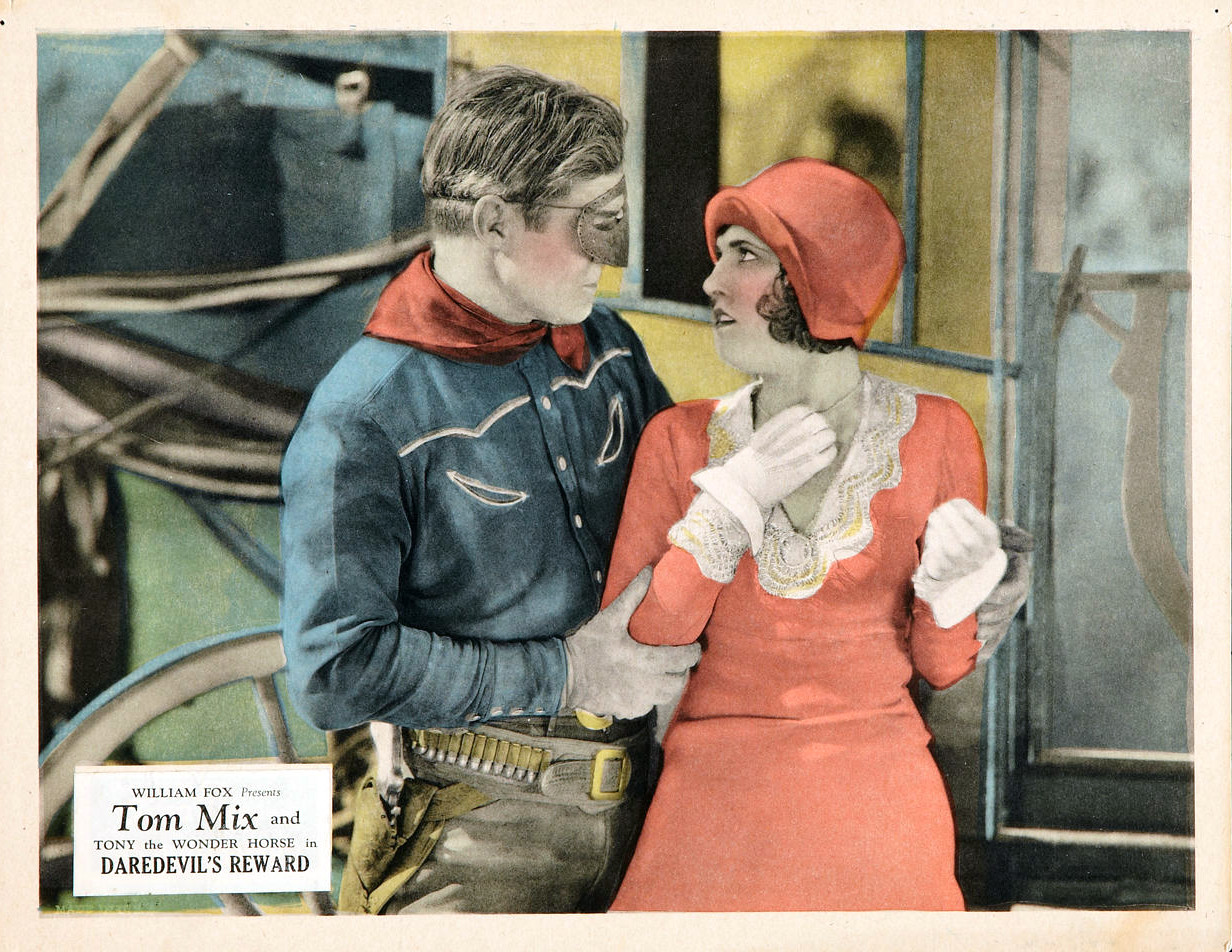
Advertentie voor de film

| Acteur           | Personage    |
| ---------------- | ------------ |
| Tom Mix          | Tom Hardy    |
| Natalie Joyce    | Ena Powell   |
| Lawford Davidson | Foster       |
| Billy Bletcher   | Slim         |
| Harry Cording    | Second Heavy |
| William Welsh    | James Powell |
| Tony het paard   | Tony         |